# آلسلیبن
شهر آلسلبن (به آلمانی: Alsleben (Saale))در ایالت زاکسن-آنهالت در کشور آلمان واقع شده است.